# Konrad von Bamberg
Konrad von Bamberg, także Conradus von Babenberch, Babenberc (ur. ?, zm. po 1300) – mistrz krajowy Prus w roku 1299.

## Życiorys
Konrad pochodził z Hallstadt niedaleko Bambergu. Urodził się w rodzinie ministeriałów będących w służbie u miejscowych biskupów.
Początkowo związany był z baliwatem frankońskim, gdzie między innymi był komturem Würzburga oraz przewodził konwentowi w Sachcesnchausen koło Frankfurtu. Później widać go w otoczeniu wielkich mistrzów, Konrada von Feuchtwangena oraz Gottfrieda von Hohenlohe, kiedy to kolejno piastował stanowisko wielkiego szatnego a następnie wielkiego komtura. 
Konrad von Bamberg przybył do Prus na początku 1296 roku i odwiedził wtedy Malbork i Toruń. Najprawdopodobniej była to jedyna bytność Konrada von Bamberga w prowincji pruskiej. W roku 1299 wielki mistrz Gottfried von Hohenlohe mianował Konrada na stanowisko mistrza krajowego Prus. Nominacja ta była ściśle związana z sytuacją wewnętrzną zakonu. Pod koniec XIII wieku doszło do konfliktu pomiędzy wielkim mistrzem a pruskimi braćmi zakonnymi. Zarzucano wielkiemu mistrzowi oraz jego otoczeniu zaniedbywanie Prus. W celu oponowania sytuacji Gottfried von Hohenlohe mianował na preceptora burzącej się prowincji zaufanego człowieka jakim niewątpliwie był Konrad von Bamberg. Brak jest jednak dowodów na to, że nowy mistrz dotarł do Prus i objął tam rządy. W związku z silną opozycją przeciwko mistrzowi krajowemu niezwiązanemu z prowincją pruską, Konrad zrezygnował z powierzonej mu funkcji i objął stanowisko wielkiego szpitalnika. 